# Брюссельський договір
Брюссе́льський до́гові́р (англ. Treaty of Brussels), також відомий як Брюссе́льський пакт (англ. Brussels Pact) — військовий договір підписаний 17 березня 1948 Францією, Сполученим Королівством та державами Бенілюксу, який заснував Західний союз між 1948 і 1954 роками, коли до нього було внесено зміни Модифікованим Брюссельським договом (МБД). Він був установчим договором Західноєвропейського Союз (ЗЄС) до його припинення в 2010 році. Договір передбачав організацію військового, економічного, соціального та культурного співробітництва між державами-членами, а також положення про взаємну оборону.
Договір був підписаний 17 березня 1948 року Бельгією, Францією, Люксембургом, Нідерландами та Сполученим Королівством, членами Західного Союзу, як розширення Дюнкеркського пакту, який був підписаний між Сполученим Королівством та Францією минулого року з метою захист від можливої німецької чи радянської агресії після закінчення Другої світової війни.
Необхідність підкріпити зобов’язання Північноатлантичного договору відповідними політичними та військовими структурами призвела до створення Організації Північноатлантичного договору (НАТО). У грудні 1950 року сторони Брюссельського договору вирішили передати штаб-квартиру, персонал і плани Організації оборони Західного Союзу (WUDO) НАТО, Верховний штаб якої взяв на себе відповідальність за оборону Західної Європи.
Створення НАТО разом із підписанням низки договорів про заснування Організації європейського економічного співробітництва (квітень 1948 р.), Ради Європи (травень 1949 р.) та Європейського об’єднання вугілля та сталі (квітень 1951 р.) залишило Договір про Брюссель і його Західний союз позбавлені повноважень.
Договір був змінений на Паризькій конференції 1954 року в результаті невдачі Франції ратифікувати Договір про заснування Європейської оборонної спільноти: Загальний договір (нім. Deutschlandvertrag) 1952 року офіційно назвав EDC необхідною умовою завершення союзницької окупації Німеччини, і було бажання включити Німеччину в західну оборонну архітектуру. Модифікований Брюссельський договір (MBT) перетворив Західний Союз на Західноєвропейський Союз (ЗЄС), після чого Італія та Німеччина були прийняті. Хоча ЗЄС, створений Модифікованим Брюссельським договором, був значно менш потужним і амбітним, ніж оригінальний Західний союз, членство Німеччини в ЗЄС вважалося достатнім для припинення окупації країни відповідно до Загального договору.
Коли після набуття чинности Лісабонського договору в 2009 році Європейський Союз (ЄС) отримав власне положення про взаємну оборону, члени ЗЄС, які також були державами-членами ЄС, вважали ЗЄС зайвим. Отже, змінений Брюссельський договір був припинений 31 березня 2010 року, після чого органи ЗЄС були закриті 30 червня 2011 року.

## Зміст
Договір передбачав організацію військового, економічного, соціального та культурного співробітництва між державами-учасницями.
Брюссельський договір містив застереження про взаємний захист (стаття IV в оригінальному договорі та стаття V у зміненому Брюссельському договорі).

## Історія

### Передумови

#### Хронологія
- 22 січня 1948: Міністр закордонних справ Сполученого Королівства Ернест Бевін оголошує, що Сполучене Королівство запропонує, за погодженням зі своїми французькими колегами, розробку договору, який розширює дію Дюнкеркського договору 1947 року, щоб також включити країни Бенілюксу.
- 31 січня 1948: міністри закордонних справ країн Бенілюксу заявляють, що їхні країни погоджуються розпочати ці переговори.
- 19 лютого 1948 року: Франція та Сполучене Королівство подають проєкт договору державам Бенілюксу.
- 4 березня 1948 р.: у Брюсселі проводиться конференція між п’ятьма міністрами закордонних справ, на якій пропозиція розробляється, а 12 березня її передається відповідним урядам.[8]

#### Мета
Договір мав на меті забезпечити Західну Європу оплотом проти комуністичної загрози та забезпечити більшу колективну безпеку. Були культурні та соціальні положення та концепції для створення «Консультативної ради». Вважалося, що співпраця між західними країнами допоможе зупинити поширення комунізму.

#### Підписання
Договір був підписаний 17 березня 1948 року наступними повноважними представниками:
- Принц Карл Бельгійський, як правлячий принц-регент Бельгії
- Вінсент Оріоль, президент Франції
- Шарлотта, Велика Герцогиня Люксембургу
- Королева Нідерландів Вільгельміна
- Король Сполученого Королівства Георг VI
- Поль-Анрі Спаак, прем'єр-міністр Бельгії
- Жорж Бідо, міністр закордонних справ Франції
- Джозеф Бех, міністр закордонних справ Люксембургу
- Гастон Айскенс, міністр фінансів Бельгії
- Карел Годфрід Віллем Гендрік барон ван Боцелаер ван Остерхаут, міністр закордонних справ Нідерландів
- Ернест Бевін, державний секретар закордонних справ Сполученого Королівства
- Жан де Отеклок, Надзвичайний і Повноважний Посол Французької Республіки в Брюсселі
- Роберт Альс, Надзвичайний Посланник і Повноважний Міністр Люксембургу в Брюсселі
- Барон Біннерт Філіп ван Харінксма тхое Слоотен, Надзвичайний і Повноважний Посол Нідерландів у Брюсселі
- Джордж Вільям Рендел, Надзвичайний і Повноважний Посол Його Британської Величності в Брюсселі

#### Ратифікація та набуття чинности
Дати здачі на зберігання ратифікаційних грамот договору:
- Бельгія: 3 квітня 1948 р.
- Велика Британія: 2 червня 1948 р.
- Люксембург: 10 червня 1948 р.
- Нідерланди: 20 липня 1948 р.
- Франція: 25 серпня 1948 р., коли договір набув чинности.

#### Імплементація
У вересні 1948 року сторони Брюссельського договору вирішили створити військове агентство під назвою Оборонна організація Західного союзу. Він складався з комітету оборони WU на рівні прем’єр-міністра та Об’єднаного комітету начальників штабів WU, включаючи всіх начальників штабів країн, які керували оперативною організацією.
Фельдмаршал Бернард Монтгомері (Сполучене Королівство) був призначений постійним головою Комітету командувачів сухопутними, військово-морськими та повітряними силами зі штаб-квартирою у Фонтенбло, Франція. Призначеними головнокомандувачами були генерал Жан де Латтр де Тассіньї (Франція) як старший командир сухопутних військ, головний маршал авіації сер Джеймс Робб (Сполучене Королівство) як старший командир військово-повітряних сил та віцеадмірал Робер Жожар (Франція) для військово-морських сил, як флагман Західної Європи. Третій том книжки Найджела Гамільтона «Життя Монтгомері з Аламейна» добре розповідає про розбіжності між Монтгомері та де Латтром, які викликали багато невдоволення в штабі.

#### Канібалізація та маргіналізація
Договір був позбавлений значної частини сили після підписання низки договорів про заснування Організації європейського економічного співробітництва (квітень 1948 року), Організації Північноатлантичного договору (квітень 1949 року), Ради Європи (травень 1949 року) та Європейської спільноти з вугілля і сталі (квітень 1951 р.). Відповідаючи на заклик Європейського конгресу 1948 року до європейської співпраці на ширшому фронті, Консультативна рада скликала Комітет з вивчення європейської єдности, який збирався вісім разів з листопада 1948 року по січень 1949 року, формулюючи пропозиції щодо нової організації, яка мала стати Радою Європи.
Коли поділ Європи на два протиборчі табори став вважатися неминучим, загроза з боку СРСР стала набагато важливішою за загрозу переозброєння Німеччини. Тому Західна Європа шукала нового пакту про взаємну оборону за участю Сполучених Штатів, могутньої військової сили для такого альянсу. Сполучені Штати, стурбовані стримуванням впливу СРСР, відреагували на це. Необхідність підкріпити зобов’язання Північноатлантичного договору відповідними політичними та військовими структурами призвела до створення Організації Північноатлантичного договору (НАТО). У грудні 1950 року, після призначення генерала Ейзенхауера першим Верховним головнокомандувачем об’єднаних збройних сил НАТО в Європі (SACEUR), учасники Брюссельського договору вирішили об’єднати Оборонну організацію Західного Союзу (WUDO) з НАТО. Головний штаб НАТО в Європі (SHAPE) взяв на себе оборонні функції WUDO.
Як спроба європейського післявоєнного співробітництва в галузі безпеки, договір був попередником НАТО, оскільки він обіцяв взаємну оборону Європи. Однак він значно відрізнявся від НАТО тим, що передбачав суто європейський пакт про взаємну оборону передусім проти Німеччини. З іншого боку, коли наступного року НАТО сформувалася, було визнано, що Європа неминуче розділилася на два протиборчі блоки (західний і комуністичний), і СРСР становив набагато більшу загрозу, ніж можливість відродження ворожої Німеччини. Європейська взаємна оборона мала б бути атлантистською і включати Північну Америку.
Намагаючись уникнути необхідности переозброєння Західної Німеччини, договір, спрямований на створення Європейської оборонної спільноти, був підписаний шістьма членами ЄОВС у травні 1952 року, але провалився, коли він був відхилений Національними зборами Франції в серпні 1954 року. Ця відмова призвела до Лондонської та Паризької конференцій у вересні та жовтні, у результаті чого до Брюссельського договору було внесено поправки Протоколом, підписаним у Парижі 23 жовтня 1954 року, який додав Західну Німеччину та Італію до Організації оборони Західного союзу (WUDO). У цей час WUDO було перейменовано на Західноєвропейський союз, а Договір було перейменовано на Модифікований Брюссельський договір.

#### Модифікація
23 жовтня 1954 року, у результаті відхилення Договору про заснування Європейської оборонної спільноти парламентом Франції та наступними Лондонською та Паризькою конференціями, Брюссельський договір був змінений як Модифікований Брюссельський договір. Це перетворило Західний союз на Західноєвропейський Союз і допустило Західну Німеччину та Італію до нього. Соціальні та культурні аспекти були передані Раді Європи, щоб уникнути дублювання відповідальності в Європі.

#### Припинення
У 2009 році стаття 42.7 Лісабонського договору фактично замінила статтю V Модифікованого Брюссельського договору як положення про взаємну оборону для держав-членів ЄС, які також були союзниками ЗЄС. Після обговорень десять держав-членів ЗЄС вирішили припинити дію Брюссельського договору 31 березня 2010 року. Діяльність ЗЄС була офіційно припинена в червні 2011 року.
| Підписаний Діє з Документ      | 1948 Брюссельський договір                                         | 1951 1952 Паризький договір                                                       | 1954 1955 Поправки до Брюссельського договору                                     | 1957 1958 Римські договори                                                        | 1965 1967 Договір злиття                        | 1975 Н/Д Висновки Європейської ради             | 1985 Шенгенська угода                         | 1986 1987 Єдиний європейський акт             | 1992 1993 Маастрихтський договір              | 1992 1993 Маастрихтський договір | 1997 1999 Амстердамський договір | 2001 2003 Ніццький договір | 2007 2009 Лісабонська угода | 2007 2009 Лісабонська угода |  |  |  |  |  |  |  |
|                                |                                                                    |                                                                                   |                                                                                   |                                                                                   |                                                 |                                                 |                                               |                                               |                                               |                                  |                                  |                            |                             |                             |  |  |  |  |  |  |  |
| Підвалини Європейського Союзу: |                                                                    |                                                                                   |                                                                                   |                                                                                   |                                                 |                                                 |                                               |                                               |                                               |                                  |                                  |                            |                             |                             |  |  |  |  |  |  |  |
| Європейські спільноти          |                                                                    |                                                                                   |                                                                                   |                                                                                   |                                                 |                                                 |                                               |                                               |                                               |                                  |                                  |                            |                             |                             |  |  |  |  |  |  |  |
|                                | Європейська спільнота з атомної енергії (Євратом)                  |                                                                                   |                                                                                   |                                                                                   |                                                 |                                                 |                                               |                                               |                                               |                                  |                                  |                            |                             |                             |  |  |  |  |  |  |  |
|                                |                                                                    |                                                                                   | Європейська спільнота з вугілля та сталі (ЄСВС)                                   | Європейська спільнота з вугілля та сталі (ЄСВС)                                   | Європейська спільнота з вугілля та сталі (ЄСВС) | Європейська спільнота з вугілля та сталі (ЄСВС) | Термін дії договору минув у 2002 р.           | Термін дії договору минув у 2002 р.           | Термін дії договору минув у 2002 р.           |                                  | Європейський Союз (ЄС)           | Європейський Союз (ЄС)     |                             |                             |  |  |  |  |  |  |  |
|                                |                                                                    |                                                                                   | Європейська економічна спільнота (ЄЕС)                                            |                                                                                   |                                                 |                                                 |                                               |                                               |                                               |                                  | Європейський Союз (ЄС)           | Європейський Союз (ЄС)     |                             |                             |  |  |  |  |  |  |  |
|                                |                                                                    |                                                                                   |                                                                                   | Шенгенська угода                                                                  |                                                 |                                                 | Європейська спільнота (ЄС)                    | Європейська спільнота (ЄС)                    |                                               |                                  | Європейський Союз (ЄС)           | Європейський Союз (ЄС)     |                             |                             |  |  |  |  |  |  |  |
|                                |                                                                    | Співробітництво TREVI (тероризм, радикалізм, екстремізм та міжнародне насильство) | Співробітництво TREVI (тероризм, радикалізм, екстремізм та міжнародне насильство) | Співробітництво TREVI (тероризм, радикалізм, екстремізм та міжнародне насильство) | Правосуддя та внутрішні справи                  |                                                 | Європейська спільнота (ЄС)                    | Європейська спільнота (ЄС)                    |                                               |                                  | Європейський Союз (ЄС)           | Європейський Союз (ЄС)     |                             |                             |  |  |  |  |  |  |  |
|                                | Співробітництво між поліцією та правосуддям у кримінальних справах | Співробітництво TREVI (тероризм, радикалізм, екстремізм та міжнародне насильство) | Співробітництво TREVI (тероризм, радикалізм, екстремізм та міжнародне насильство) | Співробітництво TREVI (тероризм, радикалізм, екстремізм та міжнародне насильство) | Правосуддя та внутрішні справи                  |                                                 |                                               |                                               |                                               |                                  | Європейський Союз (ЄС)           | Європейський Союз (ЄС)     |                             |                             |  |  |  |  |  |  |  |
|                                |                                                                    |                                                                                   |                                                                                   |                                                                                   | Європейська політична співпраця                 | Спільна зовнішня та безпекова політика (СЗБП)   | Спільна зовнішня та безпекова політика (СЗБП) | Спільна зовнішня та безпекова політика (СЗБП) | Спільна зовнішня та безпекова політика (СЗБП) |                                  | Європейський Союз (ЄС)           | Європейський Союз (ЄС)     |                             |                             |  |  |  |  |  |  |  |
| Неконсолідовані органи         | Неконсолідовані органи                                             | Західноєвропейський союз (ЗЄС)                                                    | Західноєвропейський союз (ЗЄС)                                                    | Західноєвропейський союз (ЗЄС)                                                    | Західноєвропейський союз (ЗЄС)                  | Західноєвропейський союз (ЗЄС)                  | Західноєвропейський союз (ЗЄС)                |                                               |                                               |                                  |                                  | Європейський Союз (ЄС)     |                             |                             |  |  |  |  |  |  |  |
| Неконсолідовані органи         | Неконсолідовані органи                                             | Західноєвропейський союз (ЗЄС)                                                    | Західноєвропейський союз (ЗЄС)                                                    | Західноєвропейський союз (ЗЄС)                                                    | Західноєвропейський союз (ЗЄС)                  | Західноєвропейський союз (ЗЄС)                  | Західноєвропейський союз (ЗЄС)                | Припинив існування у 2011 р.                  |                                               |                                  |                                  |                            |                             |                             |  |  |  |  |  |  |  |
|                                |                                                                    |                                                                                   |                                                                                   |                                                                                   |                                                 |                                                 |                                               |                                               |                                               |                                  |                                  |                            |                             |                             |  |  |  |  |  |  |  |